# Чемпионат Ливана по баскетболу
Дивизион А — высшее баскетбольное соревнования Ливана. Ливанский клуб принимал участие в первом розыгрыше Евролиги. Чемпион Ливана участвует на постоянной основе в континентальном турнире Кубок чемпионов ФИБА Азия.
Чемпионат Ливана организует Ливанская федерация баскетбола. Обычно сезон состоит из 25-30 игр.